# Heterospilus rubicola
Heterospilus rubicola är en stekelart som beskrevs av Fischer 1968. Heterospilus rubicola ingår i släktet Heterospilus och familjen bracksteklar. Inga underarter finns listade i Catalogue of Life.